# Feast (album)
Pour les articles homonymes, voir Feast.
Albums de The Creatures
Wild Things
(1981) Boomerang
(1989)
Feast est le premier album de The Creatures, le duo formé en 1981 par la chanteuse Siouxsie et le batteur Budgie. Publié en mai 1983, Feast a été entièrement remasterisé en 1997 pour paraître en CD sur la compilation A Bestiary of.
Ce disque a été produit par Mike Hedges.

## Liste de titres
1. Morning Dawning
2. Inoa'ole
3. Ice House
4. Dancing on Glass
5. Gecko
6. Sky Train
7. Festival of Colours
8. Miss the Girl
9. A Strutting Rooster
10. Flesh